# Saltator striatipectus
A Saltator striatipectus  a madarak osztályának verébalakúak (Passeriformes) rendjébe és a tangarafélék (Thraupidae) családjába tartozó faj. Besorolása vitatott, egyes szervezetek a kardinálispintyfélék (Cardinalidae) családjába sorolják az egész nemet.

## Rendszerezése
A fajt Frédéric de Lafresnaye francia ornitológus írta le 1847-ben.

## Előfordulása
Costa Rica, Panama, Kolumbia, Ecuador, Peru és Venezuela területén honos. Természetes élőhelyei a szubtrópusi és trópusi síkvidéki és hegyi erdők, lombhullató erdők, valamint legelők, vidéki kertek és erősen leromlott egykori erdők.

## Alfajai
- Saltator striatipectus flavidicollis P. L. Sclater, 1860
- Saltator striatipectus furax Bangs & T. E. Penard, 1919
- Saltator striatipectus immaculatus Berlepsch & Stolzmann, 1892
- Saltator striatipectus isthmicus P. L. Sclater, 1861
- Saltator striatipectus melicus Wetmore, 1952
- Saltator striatipectus perstriatus Parkes, 1959
- Saltator striatipectus peruvianus Cory, 1916
- Saltator striatipectus scotinus Wetmore, 1957
- Saltator striatipectus speratus Bangs & T. E. Penard, 1919
- Saltator striatipectus striatipectus Lafresnaye, 1847[2]

## Megjelenése
Testhossza 21 centiméter, testtömege 30-44 gramm.

## Természetvédelmi helyzete
Az elterjedési területe rendkívül nagy, egyedszáma pedig stabil. A Természetvédelmi Világszövetség Vörös listáján nem fenyegetett fajként szerepel.